# Saariselkä (kulle, lat 68,18, long 23,88)
Saariselkä är en kulle i Finland.   Den ligger i den ekonomiska regionen  Fjäll-Lappland  och landskapet Lappland, i den norra delen av landet, 900 km norr om huvudstaden Helsingfors. Toppen på Saariselkä är 395 meter över havet.
Terrängen runt Saariselkä är kuperad norrut, men söderut är den platt.  Trakten runt Saariselkä är nära nog obefolkad, med mindre än två invånare per kvadratkilometer. Det finns inga samhällen i närheten. 